# Taitu Betul
Taitu Betul nebo Taytu Betul (cca 1851, Oromie, Etiopské císařství – 11. února 1918, Addis Abeba, Etiopské císařství; rodné jméno Wälättä Mikael) byla třetí manželkou šhewského krále a později etiopského císaře Menelika II. a jako taková byla v letech 1883 až 1889 královnou šhewskou a od roku 1889 císařovnou etiopskou. Taitu je také považována za zakladatelku města Addis Abeba, jehož budoucí polohu na úpatí hory Entoto měla údajně sama vybrat roku 1886. Addis Abeba je od roku 1889 hlavním městem Etiopie.
Poté, co v říjnu 1909 jejího manžela postihla mrtvice a nebyl schopen vládnout, stala se Taitu regentem, než jí na této pozici nahradil Rás Tesemma Nadew. Necelý rok po jmenování Tesemma zemřel a v březnu 1910 došlo k ustanovení regentské rady, jejíž součástí Taitu nebyla.